# Eileen Agar
Eileen Forrester Agar (* 1. Dezember 1899 in Buenos Aires; † 17. November 1991 in London) war eine britische Malerin und Fotografin. Bekannt wurde sie vor allem für ihre surrealistischen Werke.

## Erste Jahre
Eileen Agar, Tochter des Schotten James Senior Agar und der Amerikanerin Mary „Mamie“ Agar, geborene Bagley, verbrachte die ersten Jahre ihrer Kindheit in Buenos Aires. 1911 zog die Familie nach London. Agar besuchte die Heathfield St Mary’s School, eine traditionelle Mädchenschule mit Theatersaal und Kunstzentrum. 1919 begann sie ihr Kunststudium an der Byam Shaw School of Art in London. 1924 folgte ein Studium bei dem Bildhauer, Illustrator und Zeitschriftengründer Leon Underwood in Brooks Green im Südwesten Großbritanniens. Danach ging sie von 1925 bis 1926 auf die Slade School of Fine Art in London. Von 1928 bis 1930 setzte sie ihre Studien in Paris fort.
1926 begegnete sie dem ungarischen Schriftsteller Joseph Bard, der noch mit der prominenten amerikanischen Journalistin Dorothy Thompson verheiratet war. Die Scheidung erfolgte 1927. Joseph Bard und Eileen Agar heirateten 1940.
Von 1928 an lebte das Paar in Paris. Es freundete sich mit den Surrealisten André Breton und Paul Éluard an. Eileen Agar wurde 1934 Mitglied der London Group. Es handelte sich um eine Künstlergemeinschaft, die sich 1913 gegründet hatte, um Ausstellungsmöglichkeiten unabhängig von der eher konservativen Royal Academy of Arts bereitzustellen. Die Gruppe wurde demokratisch geführt und umfasste alle Kunstsparten.

## Surrealismus

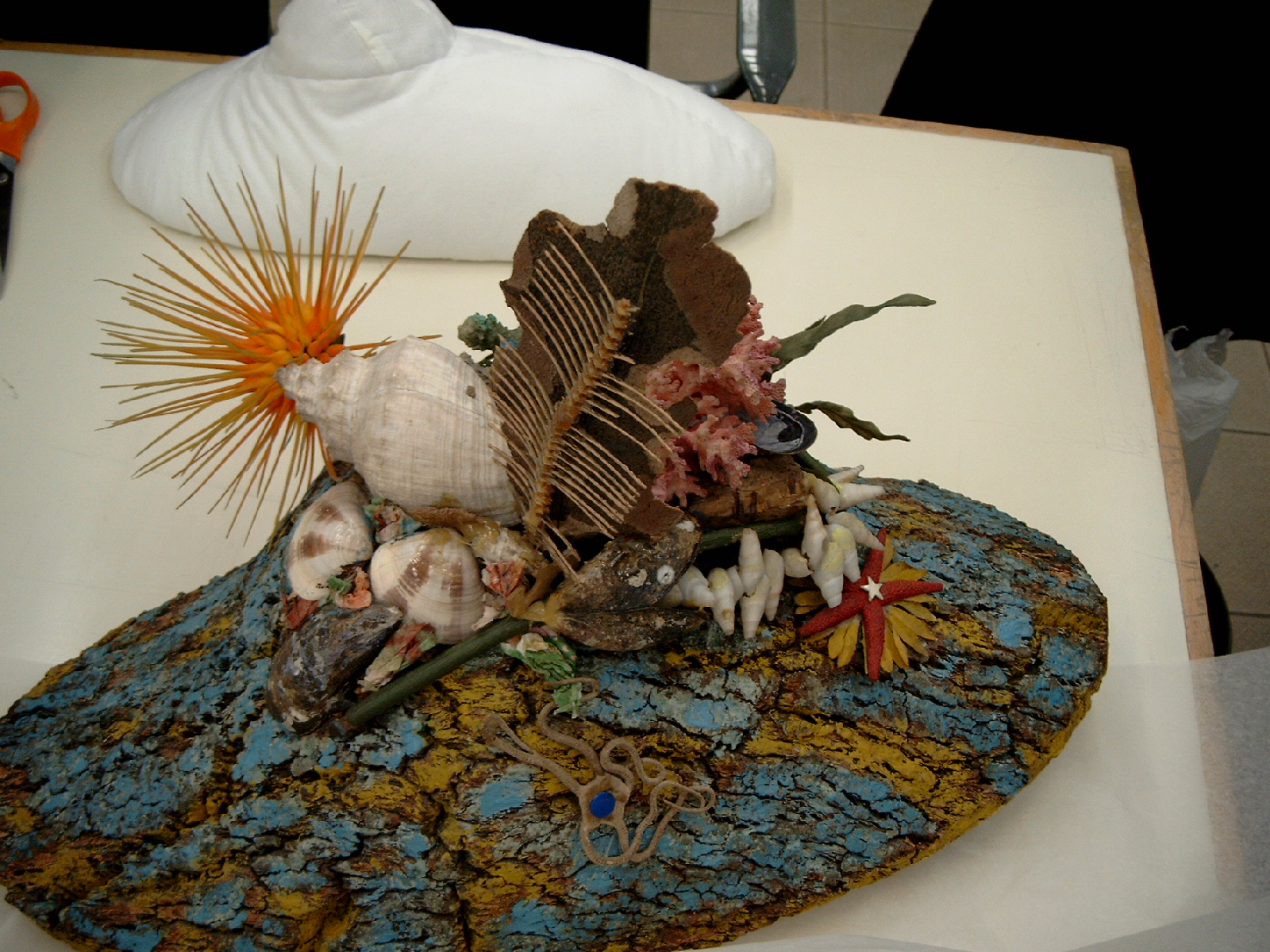
Der festliche Hut zur Bouillabaisse, kreiert von Eileen Agar 1937

Eileen Agar beteiligte sich mit ihren Werken an in- und ausländischen Ausstellungen der Gruppe London Group. In den 1930er Jahren beschäftigte sie sich vor allem mit natürlichen Sujets. So entstand eine Fotoserie über ungewöhnliche Felsformationen in der Bretagne, betitelt: Bum – Thumb – Felsen. Sie experimentierte mit neuen Fototechniken und Materialien, mit neuen Formaten und Bildausschnitten, mit Collagen und ungewöhnlichen Objekten.
Eines ihrer bekanntesten Werke befindet sich im Victoria & Albert Museum in London, die Hutkreation von 1937: „Ceremonial Hat for Eating Bouillabaisse“. Auf einer bemalten Korkplatte finden sich Fundstücke wie Fischgräten, Muscheln, Korallen. Fotos zeigen, dass Agar diesen Hut durchaus auch trug. Sie behielt ihn bis an ihr Lebensende.
Die Tate Gallery in London sicherte sich das Kunstwerk Angel of Anarchy (Engel der Anarchie), eine Komposition aus seriellem Gipskopf und verschiedenen Materialien.

## Neue Wege
Um 1935 mieteten Agar und Bard ein Sommerhaus in Swanage in Dorset. Hier freundete sich die Künstlerin mit Paul Nash an. Nash, ursprünglich Landschaftsmaler, hatte während seiner Zeit als Soldat damit begonnen, Fronteindrücke aufzuzeichnen. Die britische Regierung ernannte ihn zum offiziellen Kriegsmaler. Agar und Nash arbeiteten eine Zeitlang eng zusammen, schufen Collagen aus Fundstücken und gaben ihnen Titel wie Seashore Monster at Swanage. Nash empfahl die Künstlerin den Organisatoren der International Surrealist Exhibition 1936 in den New Burlington Galleries in London, Roland Penrose und Herbert Read. Als einzige britische Frau unter den ausstellenden Künstlern konnte Eileen Agar dort drei Gemälde und fünf Objekte präsentieren.

## Von Mougins bis Tokio
1937 verbrachte Eileen Agar Ferien auf dem Anwesen von Pablo Picasso in Mougins. Der Maler lebte damals mit Dora Maar zusammen. Zu den weiteren Gästen gehörten die Künstlerfreunde Paul Éluard, Nusch, Roland Penrose und Lee Miller, der Fotos von Agar fertigte. Bis 1940 wurden Werke von ihr in Surrealismus-Ausstellungen von Amsterdam bis New York, Paris und Tokio gezeigt.
Nach dem Zweiten Weltkrieg begann eine neue produktive Phase ihres schöpferischen Lebens. Zwischen 1946 und 1985 organisierte sie 16 Einzelausstellungen ihrer Werke. In den 1960er Jahren begann sie, sich mit Tachismus zu beschäftigen. Sie erstellte tachistische Objekte mit surrealistischen Elementen.
1991 starb Eileen Agar in London. Ihre Werke werden in einer Reihe britischen Museen, Galerien und Institutionen verwahrt, darunter die Derby Art Gallery, die Kunstsammlung der britischen Regierung und das Museo de Arte Contemporáneo Eduardo Westerdahl in Puerto de la Cruz. 2022 werden ihre Werke auf der 59. Biennale di Venezia gezeigt.

## Werke (Auswahl)
- The Angel of Mercy, Gemälde, 1934.[13]
- Quadriga,[14] Gemälde, 1935
- The Angel of Anarchy,[15] Objekt, 1940
- L’horloge d’une femme[16] Gemälde, 1989